# Astragalus cobrensis
Astragalus cobrensis är en ärtväxtart som beskrevs av Asa Gray. Astragalus cobrensis ingår i släktet vedlar, och familjen ärtväxter.

## Underarter
Arten delas in i följande underarter:
- A. c. cobrensis
- A. c. maguirei